# کارشناس

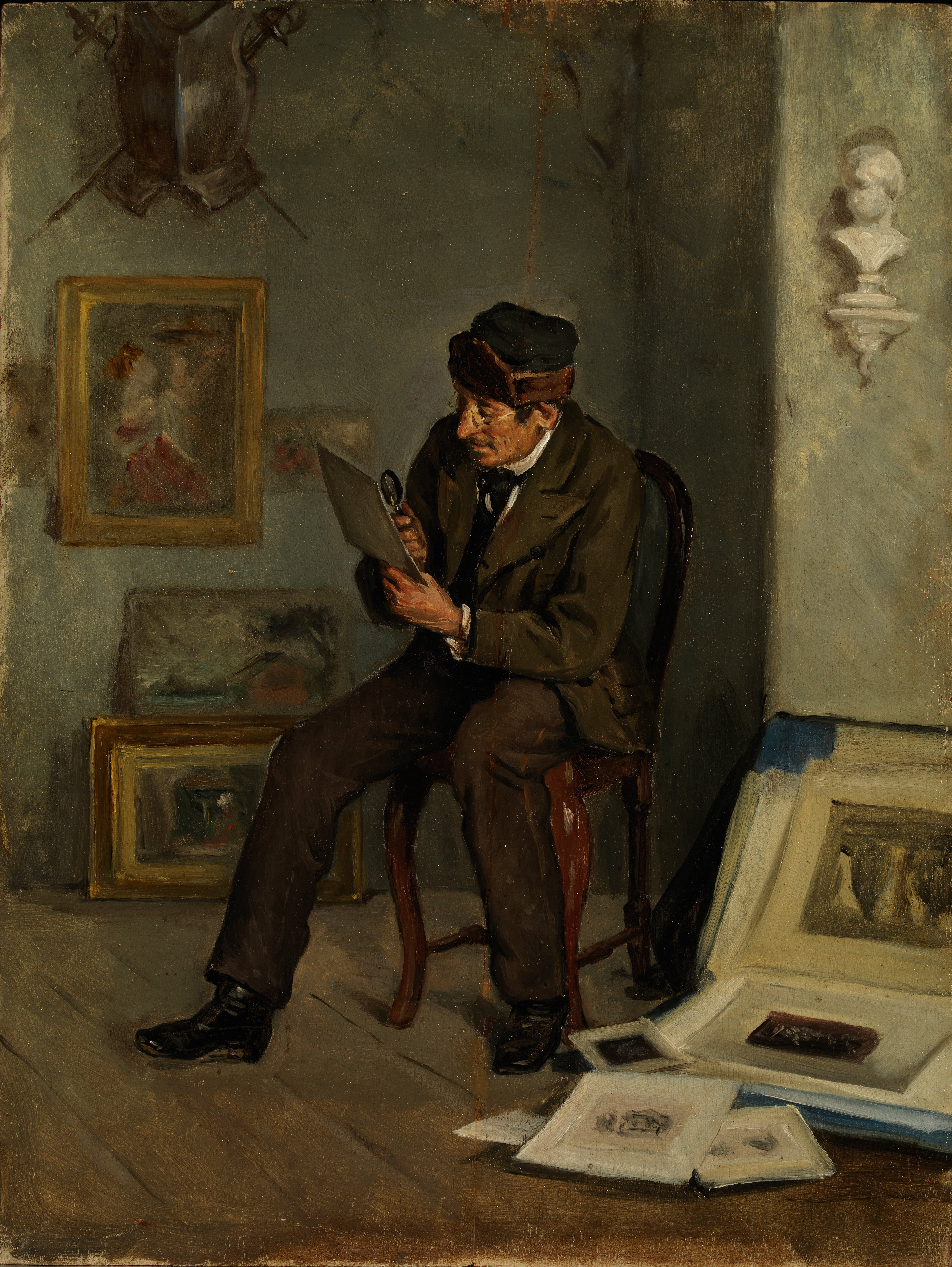

کارشناس یا متخصص، فردی است که از طریق تمرین و آموزش در یک حوزه خاص دارای تجربه طولانی یا شدید شده باشد. به‌طور غیرمستقیم، یک متخصص، فردی است که به‌طور گسترده به عنوان یک منبع قابل اعتماد از تکنیک یا مهارت شناخته شده‌است.
یک متخصص، به‌طور کلی، یک فرد با دانش و توانایی گسترده بر اساس تحقیق، تجربه یا اشتغال و در یک حوزه خاص از مطالعه است.